# بلاكفيل (نيو برونزويك)
بلاكفيل (بالإنجليزية: Blackville, New Brunswick)‏ هي مستوطنة تقع في كندا في نيو برونزويك. يقدر عدد سكانها بـ 990 نسمة .